# Introduzione e Rondò Capriccioso
Introduzione e Rondò Capriccioso op. 28 è una composizione di Camille Saint-Saëns per violino e orchestra.

## Storia della composizione
La composizione di Introduzione e Rondò Capriccioso risale al 1863. Sebbene originariamente pensato da Saint-Saëns come movimento conclusivo da inserire all'interno di un'opera più ampia, divenne tuttavia un brano autonomo e fu eseguito per la prima volta a Parigi al Théâtre des Champs-Élysées il 4 aprile 1867.
Primo esecutore e dedicatario del brano fu il violinista Pablo de Sarasate, a quel tempo ancora agli inizi della sua carriera, al cui talento Saint-Saëns si ispirò nella composizione. Introduzione e Rondò Capriccioso presenta infatti dichiarate allusioni stilistiche spagnoleggianti (specialmente nel rondò), omaggio del compositore alle origini di Sarasate.
Saint-Saëns aveva conosciuto e subìto il fascino di Sarasate già nel 1859, quando il violinista gli aveva commissionato un concerto per violino. Sarasate fu infatti inoltre dedicatario anche del suo Concerto per violino e orchestra n. 1 (del 1859, ma presentato al pubblico nella stessa occasione della prima di Introduzione e Rondò Capriccioso). In seguito Saint-Saëns gli dedicò anche il Concerto n. 3, destinato a diventare tra i più celebri concerti del repertorio per violino e orchestra.
Il brano fu pubblicato nella sua versione originale da Durand nel 1875. Georges Bizet ne aveva curato in precedenza la riduzione per violino e pianoforte (pubblicata da G. Hartmann a Parigi nel 1870).
Debussy, pur in seguito oppositore di Saint-Saëns nell'ambiente musicale parigino, fu affascinato dal brano e nei primi anni della sua carriera ne realizzò una trascrizione per due pianoforti, su richiesta del suo editore Durand, tra il 1889 e il 1890.

## Struttura
Il brano è composto da due sezioni di carattere contrastante, ma strettamente connesse tra di loro:
- Andante malinconico
- Allegro ma non troppo

### Andante malinconico
Costituisce l'Introduzione, ed ha una durata di 36 battute. Il violino propone il tema, caratterizzato da una melodia patetica e commovente che si sviluppa su un accompagnamento orchestrale che imprime all'introduzione una sonorità cupa; con una serie di arpeggi il movimento culmina in una breve cadenza dal carattere brillante che risolve direttamente nel movimento successivo.

### Allegro ma non troppo
L'Allegro ma non troppo costituisce il rondò vero e proprio. In esso troviamo il tema principale, caratterizzato da un motivo in tempo di habanera, scandito dal solista sull'accompagnamento incalzante dell’orchestra. La melodia si sviluppa con rapidi arpeggi e salti d’ottava, intervallati dagli interventi orchestrali che si alternano con il solista. Nelle pagine finali il tema viene proposto dall'oboe, mentre al solista viene affidata una parte dallo spiccato virtuosismo brillante.